# قرجه طیار
قرجه طِیار نماینده گنبد کاووس در مجلس شورای اسلامی است. در انتخابات سال ۱۳۹۴ مجلس او در فهرست اصلاح طلبان جای داشت و با ۵۰ هزار و ۸۲۲ رای بر سلیمان عباسی نماینده وقت و ۸ رقیب دیگرش پیروز و به نمایندگی انتخاب شد. طیار طی نشستی از سوی یاشولی‌های (ریش سفیدان) ترکمن به عنوان کاندید مورد حمایت آنها برگزیده شده بود. او پیش از این رئیس بانک تجارت شعبه کلاله بوده‌است. عموی وی اترک طیار نمایندهٔ سابق گنبد کاووس و از قربانیان حادثه هواپیمای یاک ۴۰ بود. خدمت گذار مردم بود 